# Isabel, enfermera
Isabel, enfermera es el decimotercer capítulo de la segunda temporada de la serie de televisión argentina Mujeres asesinas. Este episodio se estrenó el día 4 de julio de 2006.
Este episodio fue protagonizado por la primera actriz María Valenzuela en el papel de asesina. Coprotagonizado por Lucas Ferraro, Felipe Colombo y Andrea Galante. También, contó con las actuaciones especiales de Mónica Villa y el primer actor Manuel Callau.

## Desarrollo

### Trama
Isabel (Maria Valenzuela) es una mujer que trabaja de enfermera en un hospital junto a su compañera Claudia (Monica Villa), y vive junto a su esposo Raúl (Manuel Callau) y su hijo Daniel (Felipe Colombo). Ella quiere mucho a su familia pero desde que conoce al doctor Julián (Lucas Ferraro) todo se le da vuelta. Ella siente una gran atracción por él, él supuestamente por ella, y se convierten en amantes. Julián le dice que cada vez le va peor con temas de dinero y ella que lo quiere mucho usa los ahorros de su hijo para un departamento para él. Isabel, al ver lo que ha hecho y sabiendo que Julián le miente, que tiene una amante y se va a casar, lleva un cuchillo cuando va a encontrarse con él, y lo mata a puñaladas. Luego, ella se apuñala en un intento de suicidio, por sentirse culpable por haber traicionado a su familia.

### Condena
Isabel estuvo una semana en terapia intensiva y veinte días internada. Cuando logró recuperarse, fue detenida. La declararon culpable del asesinato de su amante y pasó ocho años en prisión por homicidio simple. Su marido y su hijo la perdonaron. Cuando fue liberada, los tres volvieron a vivir juntos.

## Elenco
- María Valenzuela como Isabel
- Lucas Ferraro como Julián
- Mónica Villa como Claudia
- Felipe Colombo como Daniel
- Andrea Galante como la Novia de Julián
- y Manuel Callau como Raúl